# Lucheng
Lucheng (in cinese: 潞城站S, Lùchéng zhànP), denominata in fase di progettazione Dongxiaoying (东小营站S, Dōngxiǎoyíng zhànP), è una stazione, nonché capolinea orientale, della linea 6 della metropolitana di Pechino.
È attualmente la stazione situata più a est dell'intera rete metropolitana di Pechino.

## Storia
Nel novembre 2014, l'allora definita stazione di Dongxiaoying ha superato la fase di collaudo e, nello stesso mese, è stata ufficialmente rinominata Lucheng. Il 28 dicembre successivo è stata inaugurata e ufficialmente aperta al pubblico.
Il 31 marzo 2024 è stato avviato con successo lo scavo con talpa meccanica della galleria per il prolungamento sud della linea, che si estenderà fino alla stazione di Luyang, la cui apertura è prevista per la fine del 2025.

## Origine del nome
Il toponimo Lucheng deriva dall'antico capoluogo della contea di Lu, che si trovava nell’area oggi compresa tra la zona a sud della Torre della Lampada Ardente, a nord di Xinhua East Street, a est di Binguan Road e a ovest di Beiguozishi. Poiché nella zona era presente la sede amministrativa della contea, questa zona prese il nome di Lucheng (lett. "Città di Lu").

## Posizione
La stazione di Lucheng si trova nella parte orientale del distretto di Tongzhou, all'esterno del Sesto anello di Pechino. È situata lungo Yunhe East Street, a soli 3 chilometri dalla città di Yanjiao, nella provincia di Hebei, aspetto che rende la stazione una porta d’accesso importante per i pendolari provenienti dalle aree suburbane. La zona circostante è prevalentemente residenziale e in fase di sviluppo urbano, con il vicino Canale Imperiale di Pechino-Tongzhou che rappresenta un punto di interesse storico e paesaggistico. Dal centro di Pechino dista circa 35 km.

## Struttura e impianti
La stazione di Lucheng è strutturata su due livelli sotterranei e dispone di un'unica banchina a isola, situata sotto Tonghu South Road. La parte meridionale della banchina è dedicata allo sbarco dei passeggeri, mentre quella settentrionale all’imbarco.
La stazione è dotata di tre accessi, indicati con le lettere A, B e D. L'ingresso D è accessibile ai portatori di disabilità motoria.

### Disposizione del piano binari
| Unknown route-map component "utSTRf" | Unknown route-map component "utSTRg" |

| Unknown route-map component "utABZg2" | Unknown route-map component "utSTR+tc3" |

| Unknown route-map component "utSTR+tc1" | Unknown route-map component "utABZg+4" |

| Unknown route-map component "utPSTR(L)" | Unknown route-map component "utPSTR(R)" |

| Unknown route-map component "utPSTR(L)" | Unknown route-map component "utPSTR(R)" |

| Unknown route-map component "utSTRc2" | Unknown route-map component "utABZg3" | Unknown route-map component "utABZg2" | Unknown route-map component "utSTRc3" |

| Unknown route-map component "utSTR+1" | Unknown route-map component "utABZg2" + Unknown route-map component "utSTRc4" | Unknown route-map component "utABZg3" + Unknown route-map component "utSTRc1" | Unknown route-map component "utSTR+4" |

| Urban tunnel straight track | Unknown route-map component "utABZg+1" | Unknown route-map component "utABZg+4" | Urban tunnel straight track |

| Unknown route-map component "utENDEe" | Urban tunnel straight track | Urban tunnel straight track | Unknown route-map component "utENDEe" |

| Unknown route-map component "utCONTf" | Unknown route-map component "utCONTf" |

### Design architettonico e decorazioni
Dal punto di vista decorativo e architettonico, il soffitto del livello dell'atrio e della banchina è decorato con una fascia ornamentale gialla che simboleggia il Fiume Giallo, affiancata su entrambi i lati da aree bianche che rappresentano le rive del fiume. Nell'atrio si trova, inoltre, una parete artistica in vetro scolpito che raffigura la rete metropolitana di Pechino secondo una visione futura, con linee intrecciate che formano una fitta rete multicolore, a simboleggiare il legame tra il passato, il presente e il futuro della capitale.

## Servizi
La stazione dispone di:
- Accessibilità per portatori di handicap
- Ascensori
- Scale mobili
- Emettitrice automatica biglietti
- Servizi igienici
- Sportello automatico
- Stazione video sorvegliata
- Ufficio polizia

### Orari
In direzione del capolinea occidentale di Jin'anqiao, sono attivi tutti i giorni treni dalla stazione di Lucheng dalle 4:51 alle 22:48. Alcuni convogli effettuano un servizio ridotto, che termina alla stazione di Haidian Wuluju, che si protraggono fino alle 23:28 .

## Interscambi
- Fermata autobus